# Cykling under sommer-OL 2016 – Holdforfølgelse (damer)
Banecyklingens holdforfølgelse for damer ved sommer-OL 2016 blev afholdt i Rio Olympic Velodrome på dagene 11. august – 13. august. 

## Resultater

### Kvalifikation
| Placering | Nation         | Ryttere                                                             | Tid             | Bemærkning |
| --------- | -------------- | ------------------------------------------------------------------- | --------------- | ---------- |
| 1         | Storbritannien | Katie Archibald Laura Trott Elinor Barker Joanna Rowsell            | 4:13.260 WR, OR | Q          |
| 2         | USA            | Sarah Hammer Kelly Catlin Chloe Dygert Jennifer Valente             | 4:14.286        | Q          |
| 3         | Australien     | Georgia Baker Annette Edmondson Amy Cure Melissa Hoskins            | 4:19.059        | Q          |
| 4         | Canada         | Allison Beveridge Jasmin Glaesser Laura Brown Georgia Simmerling    | 4:19.599        | Q          |
| 5         | New Zealand    | Lauren Ellis Racquel Sheath Rushlee Buchanan Jaime Nielsen          | 4:20.061        | Q          |
| 6         | Kina           | Huang Dongyan Jing Yali Ma Menglu Zhao Baofang                      | 4:25.246        | Q          |
| 7         | Italien        | Simona Frapporti Tatiana Guderzo Francesca Pattaro Silvia Valsecchi | 4:25.543        | Q          |
| 8         | Polen          | Daria Pikulik Edyta Jasińska Justyna Kaczkowska Natalia Rutkowska   | 4:28.988        | Q          |
| 9         | Tyskland       | Gudrun Stock Charlotte Becker Mieke Kröger Stephanie Pohl           | 4:30.068        |            |

### Runde 1
| Placering | Heat | Nation         | Ryttere                                                             | Tid      | Bemærkning |
| --------- | ---- | -------------- | ------------------------------------------------------------------- | -------- | ---------- |
| 1         | 4    | Storbritannien | Katie Archibald Laura Trott Elinor Barker Joanna Rowsell            | 4:12.152 | WR, OR     |
| 2         | 3    | USA            | Sarah Hammer Kelly Catlin Chloe Dygert Jennifer Valente             | 4:12.282 |            |
| 3         | 4    | Canada         | Allison Beveridge Jasmin Glaesser Kirsti Lay Georgia Simmerling     | 4:15.636 |            |
| 4         | 2    | New Zealand    | Lauren Ellis Racquel Sheath Rushlee Buchanan Jaime Nielsen          | 4:17.592 |            |
| 5         | 3    | Australien     | Georgia Baker Annette Edmondson Amy Cure Melissa Hoskins            | 4:20.262 |            |
| 6         | 1    | Italien        | Simona Frapporti Tatiana Guderzo Francesca Pattaro Silvia Valsecchi | 4:22.964 |            |
| 7         | 1    | Kina           | Huang Dongyan Jing Yali Ma Menglu Zhao Baofang                      | 4:23.678 |            |
| 8         | 2    | Polen          | Daria Pikulik Edyta Jasińska Justyna Kaczkowska Natalia Rutkowska   | DSQ      |            |

### Finalerne

#### 7./8. pladsen
| Placering | Nation | Ryttere                                        | Tid | Bemærkning |
| --------- | ------ | ---------------------------------------------- | --- | ---------- |
| 7         | Kina   | Huang Dongyan Jing Yali Ma Menglu Zhao Baofang |     |            |

#### 5./6. pladsen
| Placering | Nation     | Ryttere                                                                | Tid      | Bemærkning |
| --------- | ---------- | ---------------------------------------------------------------------- | -------- | ---------- |
| 5         | Australien | Georgia Baker Annette Edmondson Ashlee Ankudinoff Amy Cure             | 4:21.232 |            |
| 6         | Italien    | Beatrice Bartelloni Tatiana Guderzo Francesca Pattaro Silvia Valsecchi | 4:28.368 |            |

#### Bronzefinalen
| Placering | Nation      | Ryttere                                                         | Tid      | Bemærkning |
| --------- | ----------- | --------------------------------------------------------------- | -------- | ---------- |
| 3         | Canada      | Allison Beveridge Jasmin Glaesser Kirsti Lay Georgia Simmerling | 4:14.627 |            |
| 4         | New Zealand | Lauren Ellis Racquel Sheath Rushlee Buchanan Jaime Nielsen      | 4:18.459 |            |

#### Finalen
| Placering | Nation         | Ryttere                                                  | Tid      | Bemærkning |
| --------- | -------------- | -------------------------------------------------------- | -------- | ---------- |
| 1         | Storbritannien | Katie Archibald Laura Trott Elinor Barker Joanna Rowsell | 4:10.236 | WR, OR     |
| 2         | USA            | Sarah Hammer Kelly Catlin Chloe Dygert Jennifer Valente  | 4:12.454 |            |